# Hydromorphon
Hydromorphon er et semisyntetisk stærkt smertestillende lægemiddel i opioid gruppen. Stoffet er tæt beslægtet med morfin, da det er den hydrogenerede ketonform af morfin.
Hydromorphon var først syntetiseret i Tyskland i 1924 og blev markedsført i 1926 under handelsnavnet Dilaudid. I Danmark markedsføres stoffet under handelsnavnene Jurnista og Palladon.
Hydromorphon findes naturligt i meget små mængder i opiumsvalmuen.
| Farmakologi | Spire Denne artikel om farmakologi er en spire som bør udbygges. Du er velkommen til at hjælpe Wikipedia ved at udvide den. |